# 알렉세이 베네딕토프
알렉세이 알렉세예비치 베네딕토프(러시아어: Алексе́й Алексе́евич Венеди́ктов; 1955년 12월 18일 출생)는 러시아의 언론인이자, 전 편집장이자, 진행자이자, 모스크바 공감 라디오 방송국의 공동 소유주이며, Diletant 역사 잡지의 발행인이다.

## 생애

### Family and education
알렉세이 베네딕토프는 1955년 12월 18일 소련 모스크바에서 태어났다. 그의 친할아버지 니콜라이 안드리아노비치 베네딕토프는 내무인민위원부에서 근무했으며, 대애국전쟁 중 군사재판에 참여하고 독전대를 창설한 공로로 적성훈장을 받았다. 그의 아버지 알렉세이 니콜라예비치 베네딕토프는 소련 해군 잠수함 장교였으며, 알렉세이가 태어나기 직전 폭풍으로 사망했다. 베네딕토프의 어머니 엘레오노라 아브라모브나 디호비치나야는 러시아 유대인 출신의 의사였으며, 저명한 엔지니어 가문 출신이다. 1983년 그녀는 알렉세이의 여동생과 함께 미국으로 이주했다. 그녀의 사촌 중 한 명은 영화 감독 이반 디호비치니였다. 인기 음악가 안드레이 마카레비치 또한 알렉세이의 먼 친척이다.
베네딕토프는 1978년 모스크바 국립 교육대학교 야간부를 졸업했다. 졸업 후 한동안 우체부로 일했고, 이후 20년 동안 역사 교사로 재직했는데, 그 중 19년은 모스크바 875번 학교에서 근무했다.

### Echo of Moscow

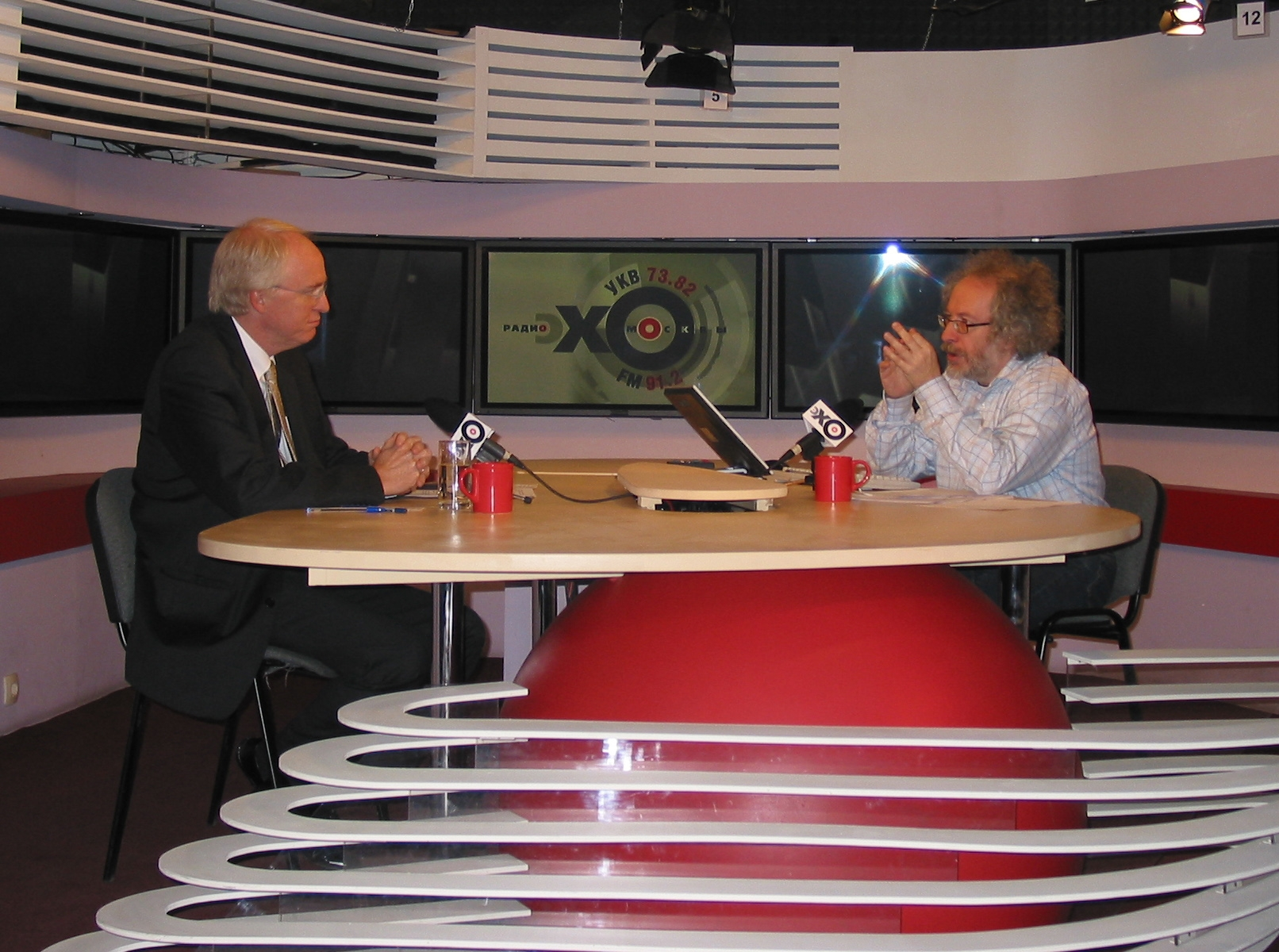
2008년 베네딕토프가 미국 주러 대사 존 베이얼을 인터뷰한다.

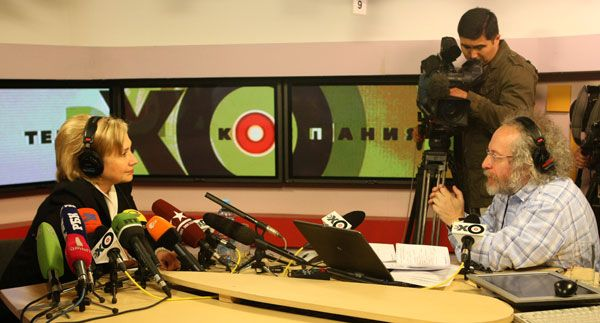
2009년 베네딕토프가 미국 국무장관 힐러리 클린턴을 인터뷰한다.

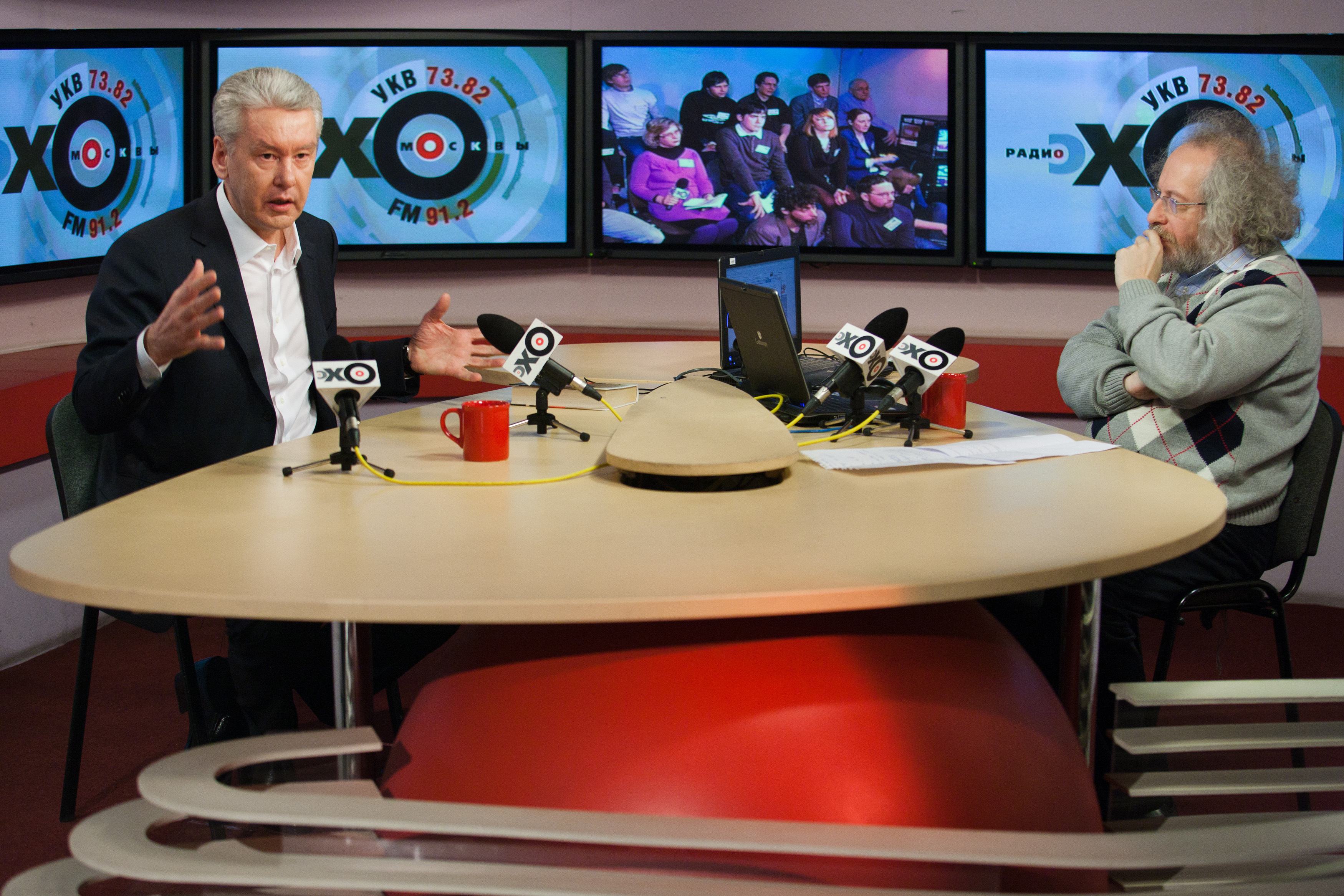
2011년 베네딕토프가 모스크바 시장 세르게이 소뱌닌을 인터뷰한다.

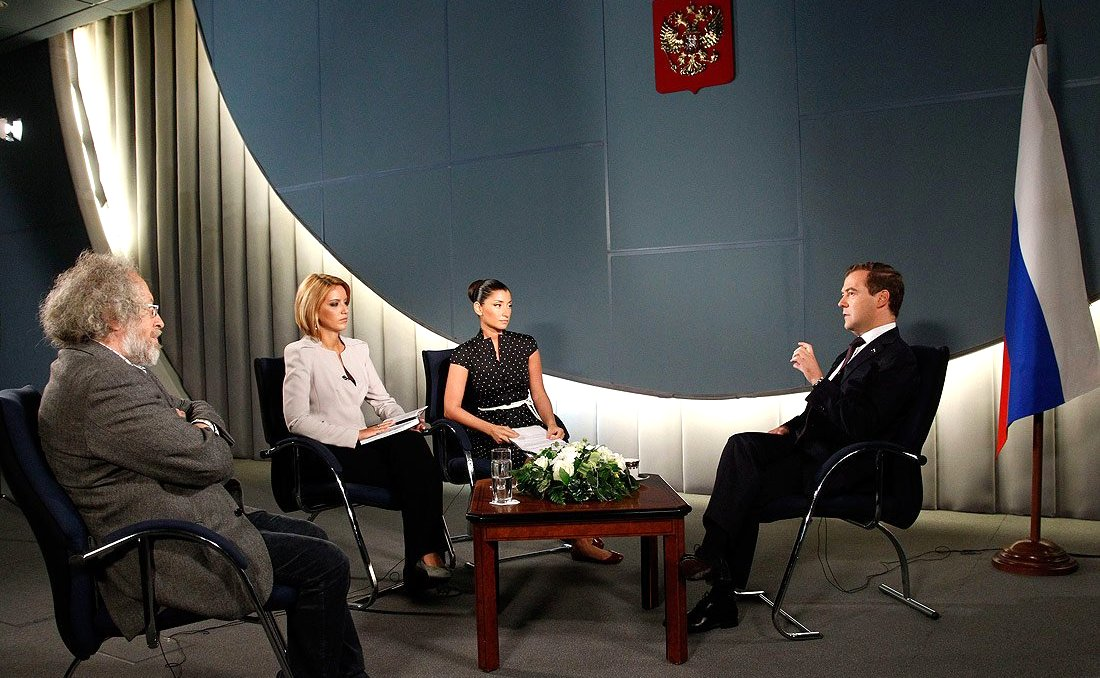
2011년 베네딕토프가 대통령 드미트리 메드베데프를 예카테리나 코트리카제 및 소피 셰바르드나제와 함께 인터뷰한다.

1990년, 그는 모스크바 공감 라디오에서 일하기 시작했다. 그는 신문 관찰자 및 기자로 시작하여 나중에 뉴스 부서를 이끌었다. 그는 1998년부터 2022년까지 모스크바 공감의 편집장이었다. 재직 기간 동안 그는 빌 클린턴, 자크 시라크, 프랑수아 올랑드, 드미트리 메드베데프, 케르스티 칼률라이드 및 일함 알리예프 대통령; 독일 총리 앙겔라 메르켈; 콘돌리자 라이스 및 힐러리 클린턴 미국 국무장관; 니콜 파시냔 아르메니아 총리 등 많은 저명한 정치 지도자들을 인터뷰했다. 2002년부터 2010년까지 베네딕토프는 에코 TV 러시아의 사장도 역임했다.
1994년 12월 6일, 베네딕토프는 모스크바 공감의 특파원으로 그로즈니로 가서 그로즈니에 대한 실패한 전차 공격 중 붙잡힌 러시아 장교들을 구출하기 위해 온 러시아 의원들과 조하르 두다예프 간의 회담을 취재했다. 두다예프가 파벨 그라초프 장군을 만나러 떠났기 때문에 회담은 열리지 않았다. 의원들은 붙잡힌 장교들에게 자신들과 함께 집으로 돌아가도록 설득하려 했지만, 장교들은 만약 동의하면 살해될 것이라는 위협을 받았을 가능성이 있어 두려워했다. 베네딕토프는 녹음기를 꺼내 장교들에게 자신들이 어디로도 가지 않을 것이라고 녹음으로 말하여 가족들이 알 수 있도록 했다. 회담은 즉시 중단되었고, 두다예프의 경비병들은 그를 밖으로 데리고 나가 벽을 향하게 하고 모의 처형을 감행했다. 총기 장전 소리가 10분 동안 이어졌고, 베네딕토프는 다시 돌아왔다. 대표단은 14명의 포로 중 7명을 모스크바로 데려갈 수 있었다.
2006년, 그는 도마슈니 TV 채널에서 스베틀라나 소로키나와 함께 단명한 TV 프로그램 "빛의 원 안에서"를 공동 진행했다. 이 프로그램은 러시아의 사법제도에 대한 혹독한 비판 때문에 2주 만에 폐지되었다고 알려졌지만, 제작자인 알렉산드르 로드냔스키는 이것이 정치와 아무 관련이 없다고 부인했다.
2012년 2월, 베네딕토프는 가스프롬 미디어가 이사회 변경을 발표하려는 시도에 항의하여 에코 이사회에서 사임했다. 그는 나중에 블라디미르 푸틴이 미하일 레신으로부터 자신과 자신의 방송국을 폐쇄로부터 개인적으로 구했다고 말했다. 베네딕토프에 따르면, 이는 드미트리 메드베데프의 대통령 재임 기간 동안 최소 두 번 일어났다. 베네딕토프는 2014년에 이사회로 복귀했지만, 2018년 6월에 다시 떠났다. 이번에는 방송국 최고 경영진이 내린 해로운 예산 결정에 반대했다.
2015년까지 모스크바 공감의 모든 주식의 33.02%는 미국 회사 EM-Holding이 소유했으며, 그 중 1/3은 베네딕토프와 유리 페두티노프(전 방송국 최고 경영자)가 소유했고, 나머지는 이스라엘 미디어 거물 블라디미르 구신스키와 그의 파트너들이 소유했다. 그러나 2015년 러시아 국가두마는 외국인이 국내 미디어 회사의 총 주식의 20% 이상을 소유하는 것을 금지하는 새로운 법안을 통과시켰다. 이를 우회하기 위해 러시아 기반의 Echo of Moscow Holding Company가 등록되었다. 2016년 현재, 이 회사는 총 주식의 13.10%를 소유하고 있으며(그 중 49.5%는 베네딕토프 단독 소유), 미국 회사는 19.92%의 주식을 통제했다.

### Diletant magazine
2012년 베네딕토프는 러시아 최초의 대중 역사 잡지 디레탄트를 창간했다. 2014년 그는 잡지의 단독 발행인이 되었고, 2018년 디레탄트는 6만 부의 발행 부수로 손익분기점을 넘었다.

### Political views and activity

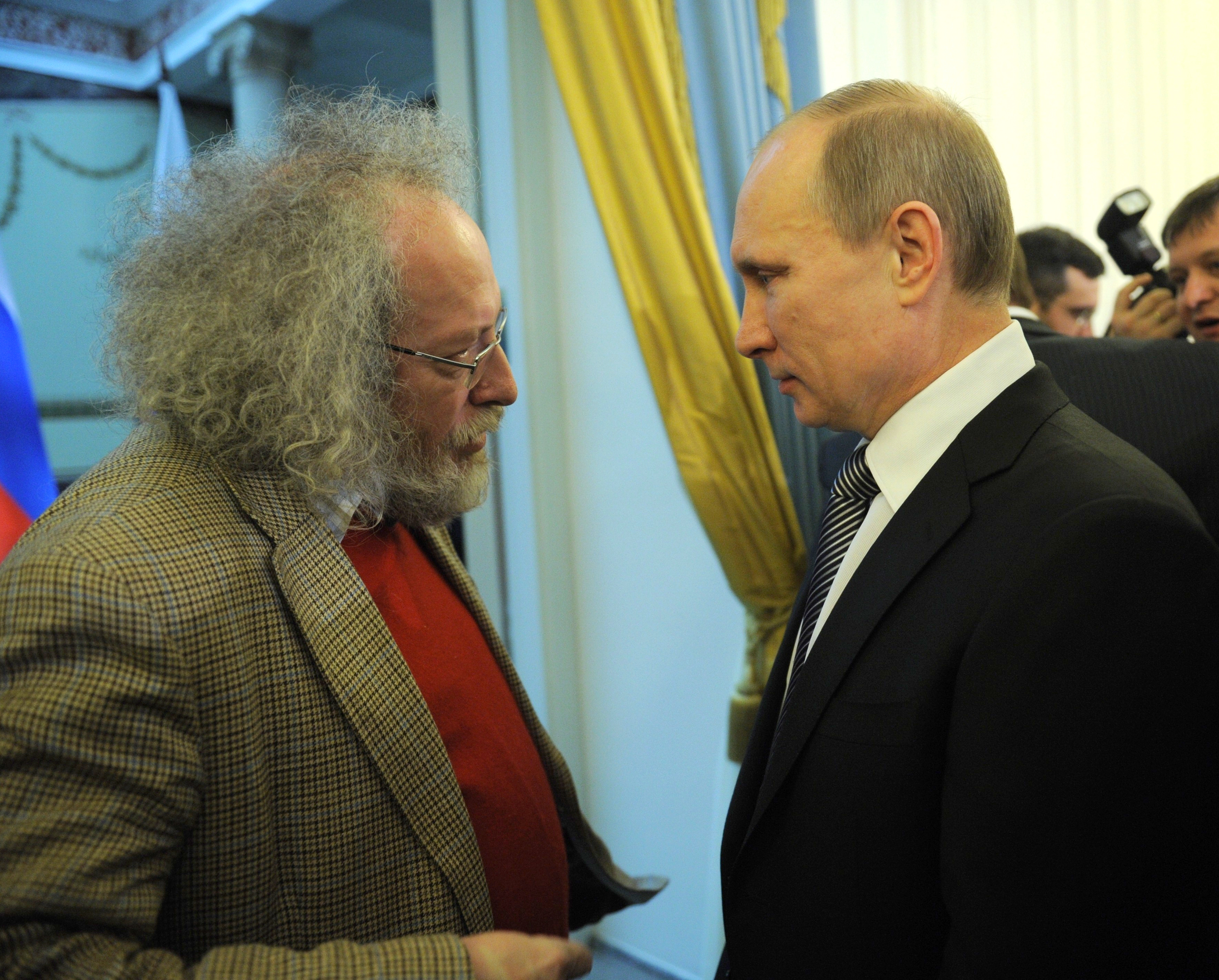
2012년 1월 13일 블라디미르 푸틴과 대화하는 베네딕토프

베네딕토프는 자신의 정치적 견해를 보수주의라고 설명하고 자신을 반동주의자로 묘사했으며, 정치적으로 로널드 레이건과 마거릿 대처가 자신의 이상을 대표한다고 말했다.
그는 러시아 국방부 공공위원회와 2016년부터 모스크바 시민 회의의 일원이다.
알렉세이 나발니의 반부패 재단은 베네딕토프가 디레탄트 잡지에 추가물을 발행하여 받은 돈을 대가로 모스크바 시장에게 홍보 지원을 제공했다고 비난했다. 베네딕토프는 자신이 협력을 공개적으로 발표했으며 이 프로젝트에서 아무것도 벌지 않았다고 말했다.

## Honours
- 1996 — «러시아 황금 펜» 상
- 1998 — 러시아 안전보장회의 메달
- 1999 — 조국공로훈장 2급[19]
- 2006 — 레지옹 도뇌르 훈장, 프랑스[20]
- 2008 — 아르툠 보로비크 상, 뉴욕, 미국[21]
- 2014 — 황금 공로 십자훈장, 폴란드[22]
- 2022 — 요한-필립-팜 언론 자유상, 독일 (2022년 12월 16일 아카이브됨)